# Raio (meteorologia)
Raio ou descarga elétrica atmosférica (DEA) é uma descarga elétrica de grande intensidade que ocorre na atmosfera, entre regiões eletricamente carregadas, e pode dar-se tanto no interior de uma nuvem (intranuvem), como entre nuvens (internuvens) ou entre uma nuvem e a terra (nuvem-solo). O raio vem sempre acompanhado do relâmpago (emissão intensa de radiação eletromagnética, a qual possui componentes na faixa visível do espectro), e do trovão (som estrondoso), além de outros fenômenos associados. Embora as descargas intranuvem e internuvens sejam mais frequentes, descargas nuvem-solo são de maior interesse prático para os seres humanos. A maior parte dos raios ocorre na zona tropical do planeta e principalmente sobre as terras emersas, associados a fenômenos convectivos dos quais, quando é intensa a atividade elétrica, resultam as trovoadas.
Consideram algumas teorias científicas que essas descargas elétricas possam ter sido fundamentais no surgimento da vida, além de auxiliar na sua manutenção. Na história humana, raios podem ter sido a primeira fonte de fogo, fundamental ao desenvolvimento técnico. Desta forma, os raios despertaram fascínio, sendo incorporados em inúmeras lendas e mitos representando o poder dos deuses. Pesquisas científicas posteriores revelaram sua natureza elétrica e, desde então, as descargas têm sido alvo constante de monitoramento, por sua associação com sistemas de tempestades.
Em razão da grande intensidade de tensões e correntes elétricas associadas, raios sempre são perigosos. Assim, edificações em geral, bem como os sistemas de transmissão de energia, necessitam de sistemas de proteção, que incluem os para-raios. Todavia, mesmo com as proteções (que nem sempre são projetadas ou construídas corretamente), os raios ainda causam mortes e ferimentos por todo o mundo.
Como fenômenos de alta energia, os raios manifestam-se usualmente como um trajeto extremamente luminoso que percorre longas distâncias, às vezes com ramificações. Contudo, existem formas exóticas, como o raio globular, cuja natureza se desconhece, existindo somente relatos deste fenômeno. A grande variação do campo elétrico das descargas na troposfera pode dar origem a eventos luminosos transientes na alta atmosfera. Raios também são originados em outros eventos, como erupções vulcânicas, explosões nucleares e tempestades de areia. Utilizam-se ainda métodos artificiais para criar descargas atmosféricas com finalidade científica. Raios também ocorrem em outros planetas do Sistema Solar, especialmente em Júpiter e Saturno.

## Relações históricas
É provável que os raios estivessem presentes na Terra bem antes do surgimento dos primeiros seres vivos, há mais de três bilhões de anos. Além disso, os raios provavelmente foram fundamentais para a formação das primeiras moléculas orgânicas, essenciais para o surgimento das primeiras formas de vida. Desde o início da história escrita, os raios foram motivo de fascinação para o ser humano. O fogo que produziam quando atingiam a terra era utilizado para se aquecer durante a noite, além de manter os animais selvagens afastados. Por isso, o homem primitivo procurava respostas para explicar esse incrível fenômeno, criando superstições e mitos que foram incorporados às primeiras religiões.

### Importância biológica
A partir da formação da Terra, as elevadas temperaturas da sua crosta foram responsáveis por grandes e permanentes tempestades que mantiveram-se intensas e frequentes, dando origem aos oceanos. A água, conforme executava seu ciclo, carregava consigo elementos químicos, como carbono e nitrogênio, que acumulavam-se nos mares primitivos. Raios ultravioleta e raios foram, possivelmente, essenciais na combinação destes compostos inorgânicos e sua transformação em aminoácidos, componentes essenciais para o surgimento da vida tal como conhecemos.
Descargas elétricas são a principal fonte abiótica de nitritos e nitratos, essenciais para a vida das plantas. Os vegetais não são capazes de utilizar diretamente nitrogênio atmosférico, de forma que estes precisam ser transformados em outros compostos nitrogenados. Os raios são os responsáveis por tais reações químicas, mantendo, assim, o ciclo do nitrogênio.
O nitrogênio reage com o oxigênio em condições de alta temperatura e pressão, as quais podem ser encontradas durante uma tempestade com ocorrência de raios. Durante uma tempestade, a energia de elevada intensidade fornecida pelas descargas elétricas atmosféricas é capaz de quebrar a ligação tripla existente entre as moléculas de nitrogênio, permitindo que elas reajam com o oxigênio e formem óxidos de nitrogênio. Esses óxidos se dissolvem na água da chuva, caem no solo e formam nitrato, que então pode ser absorvido pelas plantas.
Os incêndios florestais iniciados a partir de descargas elétricas possuem papel fundamental na evolução das plantas, uma vez que o consumo da matéria seca e a remoção de eventuais pragas pelo fogo beneficiam o ambiente. O processo de evolução da vida vegetal parece estar intimamente ligado à ocorrência de incêndios, que propicia o surgimento de novos genes. Possivelmente, os incêndios provocados por raios foram a primeira fonte de fogo utilizada pelos homens primitivos, o que teria sido um dos importantes passos que levaram a evolução e domínio sobre o ambiente.

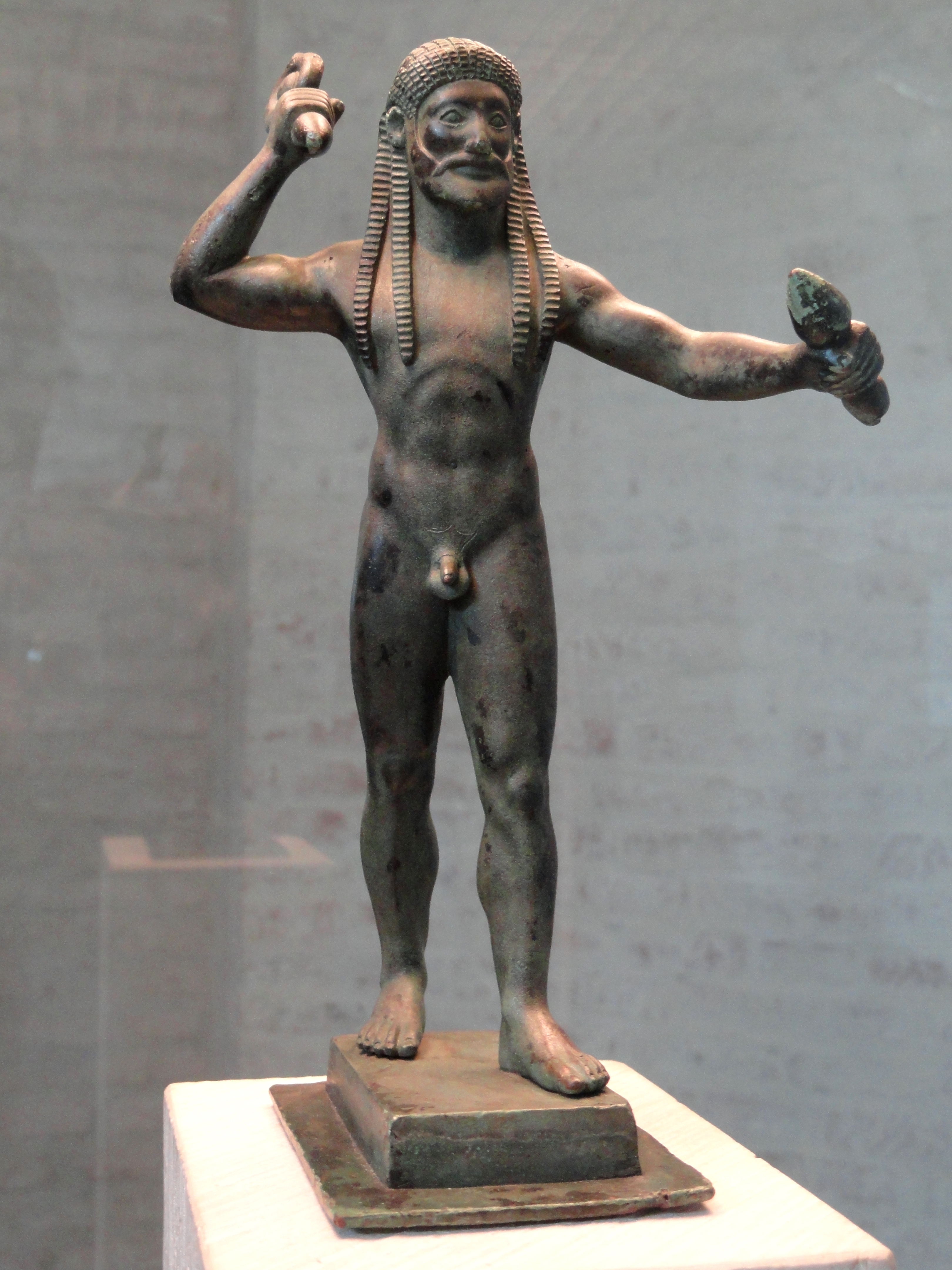
Estátua de Zeus segurando raios.

### Visões mitológicas
Os povos antigos criaram inúmeras lendas para explicar o surgimento dos raios. No Antigo Egito, acreditava-se que o deus Tifão arremessava os raios sobre a terra. Um documento da Mesopotâmia datado de 2300 a.C. mostra uma deusa no ombro de uma criatura alada e segurando um punhado de raios em cada mão. Atrás dela estava o deus que controla o tempo meteorológico criando os trovões com um chicote. Os raios também são a marca da deusa da mitologia chinesa Tien Mu, que é uma das cinco dignitárias do "Ministério das tempestades", que é comandado por Lei Tsu, o deus do trovão. Na Índia, os textos Vedas descrevem como Indra, o filho do Paraíso e da Terra, carregava trovões em sua biga.
Por volta do ano de 700 a.C. os gregos começaram a utilizar os símbolos dos raios trazidos do Oriente Médio na sua arte, atribuindo-os sobretudo a Zeus, o deus supremo da sua mitologia. Na Grécia Antiga os raios, quando apareciam no céu, eram vistos como sinal de desaprovação de Zeus. O mesmo sucederia na Roma Antiga em relação a Júpiter. Em Roma acreditava-se que os ramos de louro eram "imunes" à ação de raios, e por isso o imperador Tibério utilizava tais ramos para se proteger durante as tempestades. Já na antiga Escandinávia acreditava-se que os raios eram produzidos pelo martelo mágico Mjölnir, que pertencia ao deus Thor. Os Buriates, povo que vivia próximo ao lago Baikal, no sul da Sibéria, acreditavam que o seu deus produzia os raios jogando pedras do céu. Algumas tribos indígenas da América do Norte e da África mantêm a crença de que os raios são produzidos por um mágico "pássaro trovão", que mergulha das nuvens para a terra.

### Pesquisas científicas

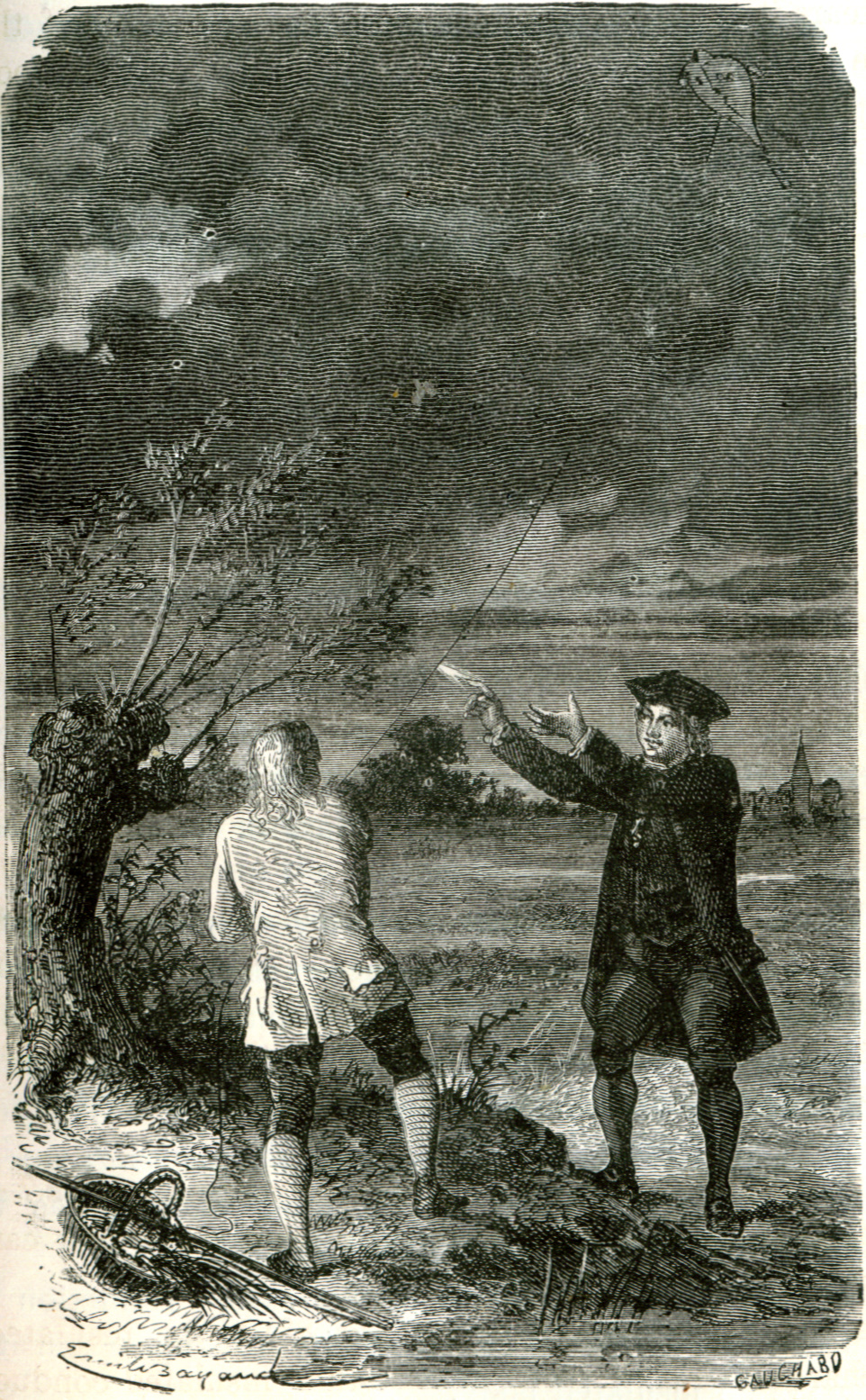
A Experiência da pipa, de Benjamin Franklin, realizada no século XVIII, em que faíscas induzidas pela tempestade saem do fio condutor para seu dedo.

Nas culturas de matriz europeia, a primeira explicação de cunho científico que se conhece foi escrita pelo filósofo grego Aristóteles, no século III a.C., atribuindo a trovoada à colisão entre nuvens e o raio ao incêndio de uma exalação ejetada pelas nuvens. Entretanto, os primeiros estudos sistemáticos foram feitos somente em 1752, numa pequena vila próximo à Paris, quando Thomas-François Dalibard atraiu faíscas por meio de uma alta haste de ferro que estava isolada do solo por garrafas de vidro. Esse experimento comprovou a natureza elétrica da descarga. Posteriormente inúmeros ensaios foram realizados, um dos mais conhecidos feito por Benjamin Franklin, que utilizou pipas e balões para erguer fios condutores, que geravam faíscas graças ao campo elétrico existente. Esses experimentos eram bastante arriscados, pois se uma descarga elétrica atingisse o fio condutor, a pessoa que o estivesse segurando possivelmente morreria. Entretanto, isso aconteceu somente uma vez em 1753, na Rússia, mesmo sem a pessoa estar em contato direto com o fio condutor.
Franklin também mostrou que os raios se manifestam "mais comumente sob a forma negativa de eletricidade, mas às vezes aparecem na forma positiva". Além disso, o cientista propôs o uso de grandes hastes de metal para proteção contra os raios, que, segundo ele, fariam a eletricidade fluir silenciosamente da nuvem para o solo. Posteriormente, percebeu que essas hastes praticamente não influenciavam as cargas elétricas presentes nas nuvens, mas que, na verdade, atraíam os raios. Então percebeu que se não é possível evitar as descargas elétricas, poderia pelo menos atraí-las para um ponto que não oferecesse perigo utilizando uma haste metálica, que ficou conhecida como para-raios. Para comprovar a efetividade de suas ideias, Franklin reuniu centenas de pessoas próximo à prefeitura de Siena, na Itália em 1777, local que era frequentemente atingido por raios. Após a instalação do para-raios, a multidão assistia durante uma tempestade os raios atingindo a haste metálica, mas sem danificá-la.
Em 1876, James Clerk Maxwell propôs a criação de depósitos para pólvora totalmente envolvidos com uma camada de metal, para evitar que os raios causassem a explosão do composto. Se um raio atingisse esse depósito, a corrente elétrica ficaria nessa camada exterior e não atingiria a parte interna. Esse sistema ficou conhecido como gaiola de Faraday. Também poderia ser utilizado um sistema de grades, mas quanto maior for a distância entre os condutores, menor será a eficiência da proteção. Combinações entre o para-raios de Franklin e da gaiola de Faraday são utilizados ainda hoje na proteção de estruturas, sobretudo onde se encontram aparelhos eletrônicos sensíveis.
O surgimento da fotografia e da espectroscopia no final do século XIX tiveram grande importância no estudo dos raios. Vários cientistas utilizaram o espectro gerado a partir da luz do relâmpago para estimar a quantidade de energia envolvida no processo físico que acontece durante um curtíssimo intervalo de tempo. A utilização da câmera permitiu descobrir que os raios possuem dois ou mais fluxos de cargas elétricas. O desenvolvimento de novos aparelhos como osciloscópios e medidores de campo eletromagnético durante o século XX permitiu um entendimento mais completo da origem e ocorrência das descargas.

## Características

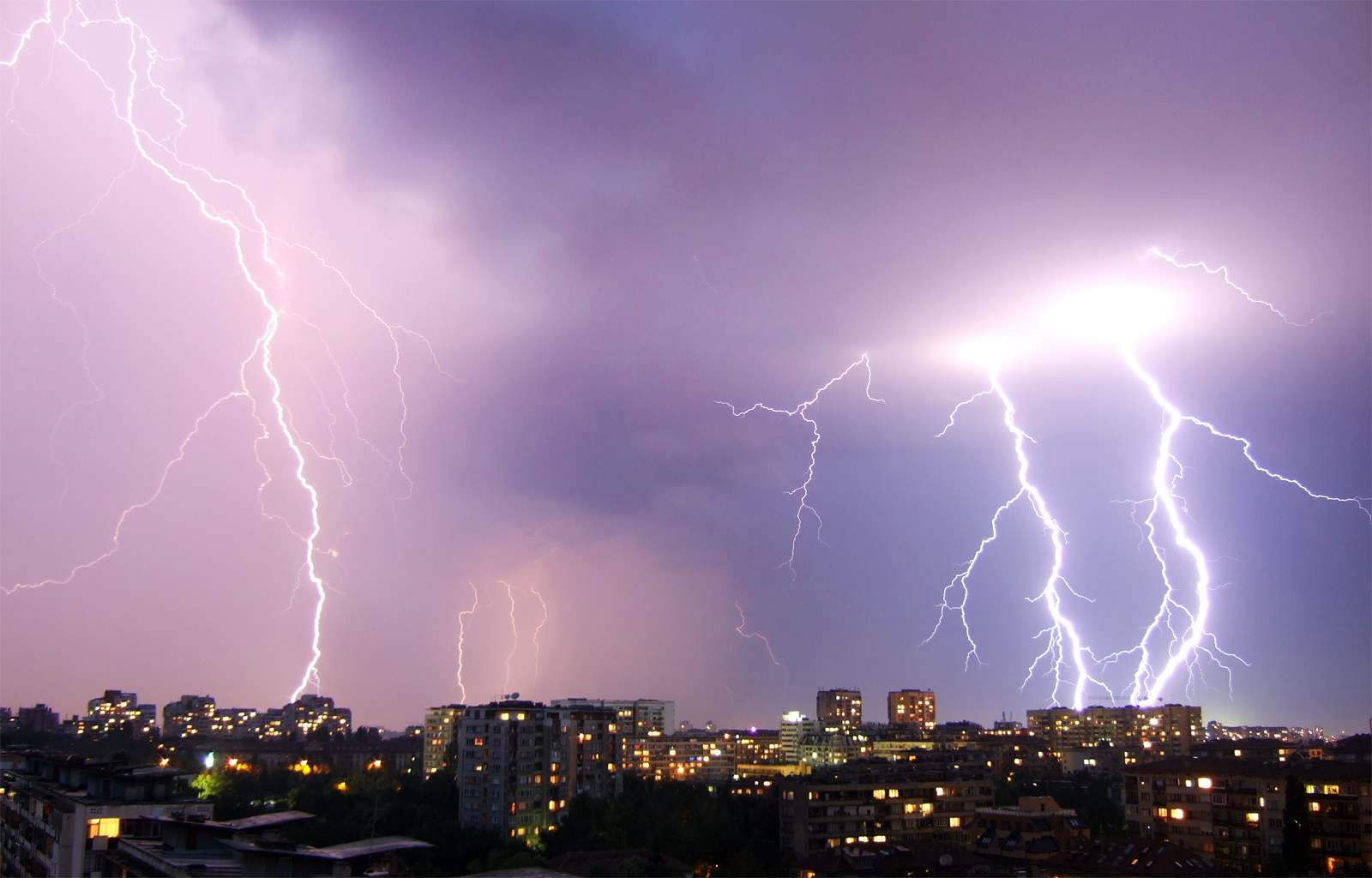
Descargas elétricas em Sófia, capital da Bulgária.

Os raios, que na maioria das vezes estão associados a tempestades, são uma gigantesca faísca de eletricidade estática, através da qual um canal condutivo forma-se e cargas elétricas são transferidas. O tipo mais comum de raio ocorre no interior das próprias nuvens, embora ocorram descargas entre duas nuvens, entre a nuvem e o ar e entre a nuvem e o solo. Tudo depende de como as cargas elétricas distribuem-se no interior das nuvens.
Em geral, distribuições de cargas em nuvens convectivas geram um intenso campo elétrico. No topo da nuvem, que do tipo cúmulo-nimbo são de forma achatada e se estendem horizontalmente, acumulam-se as cargas positivas nos pequenos cristais de gelo provenientes das correntes de convecção. No centro, geralmente em uma faixa onde a temperatura situa-se entre -20 e −10 °C, as cargas negativas encontram-se em excesso. Os dipolos formados possuem, cada um, dezenas de coulombs, separados entre si por poucos quilômetros verticalmente. Na base da nuvem forma-se tipicamente uma pequena região de cargas positivas, cuja carga não excede alguns poucos coulombs. Em tempestades mais desenvolvidas, a distribuição elétrica é muito mais complexa.

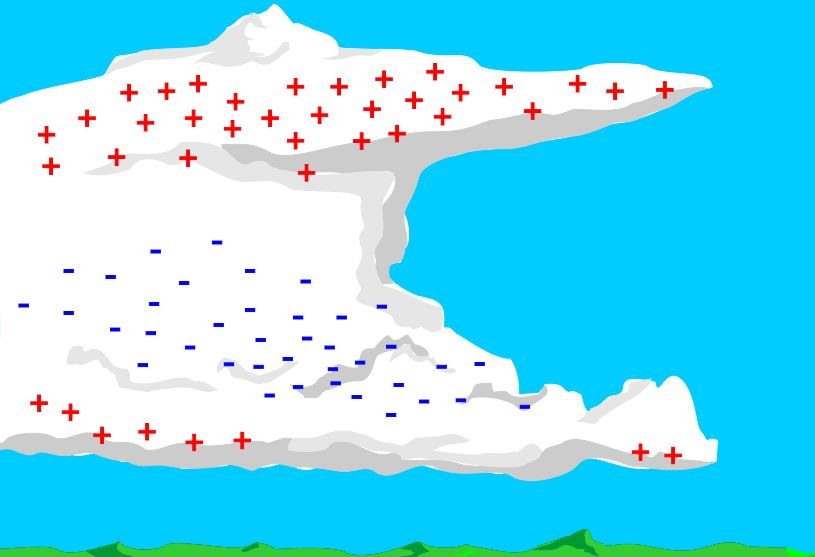
Distribuição simplificada das cargas em um cúmulo-nimbo.

### Eletrização da nuvem
Para que ocorra uma descarga elétrica, é necessário que a nuvem possua um grande campo elétrico em seu interior, que provém da mudança de distribuição das cargas, ocorrendo, assim, a eletrificação da nuvem. Não se conhece com exatidão como transcorre este processo, embora alguns conceitos e premissas básicas sejam necessárias para sua ocorrência. Os modelos de eletrização são divididos em convectivos e por colisões.
De acordo com o modelo de eletrização convectiva, as cargas elétricas iniciais são provenientes de um campo elétrico preexistente, antes do desenvolvimento da nuvem de tempestade. Conforme a nuvem de tempestade se desenvolve, íons positivos se acumulam no interior da nuvem, o que induz o aparecimento de cargas negativas em suas bordas. Como no interior da nuvem os ventos são para cima, nas bordas surgem correntes de ar em direção oposta, que levam as cargas negativas induzidas para a base da nuvem, surgindo assim duas regiões eletricamente distintas. Com o desenvolvimento do processo a nuvem se torna capaz de atrair novas cargas por si só, o que proporciona a ocorrência de descargas elétricas. Embora demonstre a importância da convecção no processo de eletrização, este modelo não descreve satisfatoriamente a distribuição de cargas tanto no início da tempestade quanto em longo prazo.

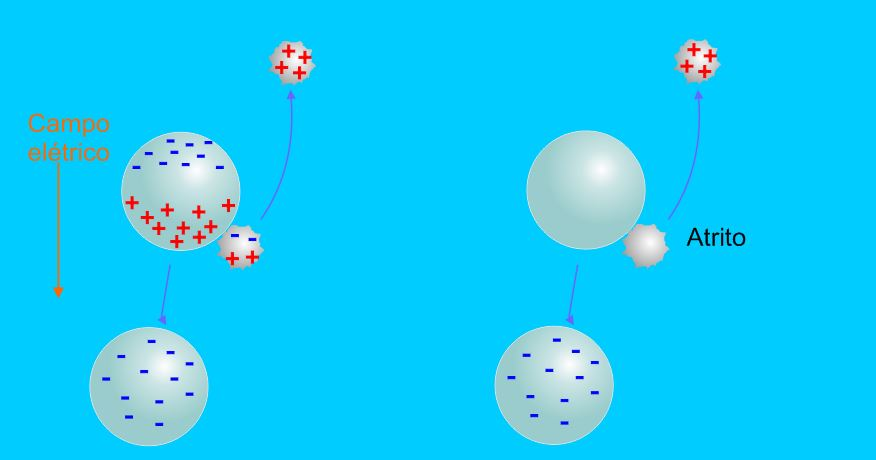
Modelo da separação de carga a partir de colisões indutivas (à esquerda) e de não indutivas (à direita) entre partículas de gelo com propriedades diferentes, nas quais acumulam-se cargas de sinais opostos.

O modelo de eletrização por colisões, como o próprio nome indica, supõe que a transferência de cargas a partir do contato entre as partículas da nuvem durante o processo de convecção. Entretanto, ainda não há consenso de como ocorre a polarização e a separação das cargas nas minúsculas partículas de gelo. As teorias são divididas em duas classes, a indutiva (que depende de um campo elétrico preexistente) e a não indutiva. No primeiro, o campo elétrico preexistente que sob condições normais aponta para baixo faz com que, nas partículas de gelo, surjam cargas positivas em sua parte inferior e negativas na região oposta. As partículas possuem tamanhos diferenciados, de forma que as mais pesadas tendem a cair enquanto as mais leves são levadas para cima por ventos convectivos. O contato da partícula menor com o hemisfério inferior da maior ocasiona a transferência de cargas, ficando a mais leve carregada positivamente e a mais pesada negativamente. Conforme a nuvem se desenvolve, as cargas negativas se acumulam na base da nuvem e as positivas em seu topo, intensificado cada vez mais o campo elétrico e o processo de polarização das partículas a ponto de produzirem grades diferenças de potencial e produzirem descargas.
A eletrização não indutiva, por outro lado, possui como princípio a geração de cargas a partir da colisão entre as partículas com propriedades intrínsecas diferentes. O graupel (partícula esférica menor que o granizo) e pequenos cristais de gelo, ao colidirem, adquirem cargas opostas. O primeiro, mais pesado, leva consigo cargas negativas, enquanto os cristais chegam ao topo da nuvem, que fica positivamente carregada. Para que isso ocorra, é necessária a ocorrência de condições propícias, principalmente a temperatura (menor que −10 °C) e a quantidade ideal de água da nuvem. Em função das características observadas, este parece ser o processo mais importante de eletrização da nuvem de tempestade, o que não elimina a ocorrência de outros.

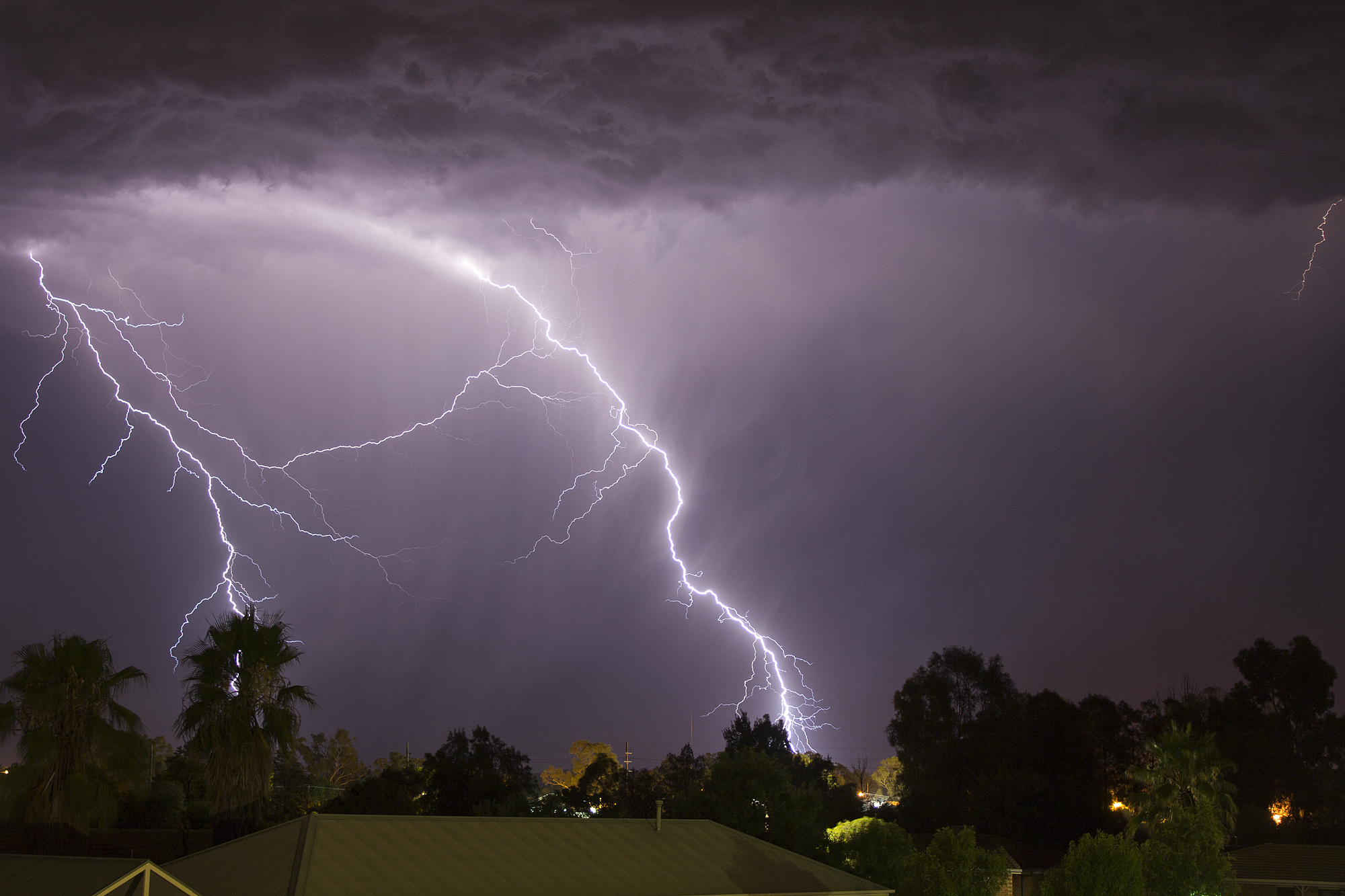
Raios próximo a Wagga Wagga, na Austrália.

### Descarga
Sob condições normais a atmosfera é um bom isolante elétrico. A rigidez dielétrica do ar no nível do mar chega a três milhões de volts por metro, mas se reduz gradualmente conforme a altitude sobretudo devido ao ar rarefeito. Contudo, conforme ocorre a separação de cargas da nuvem transcorre, o campo elétrico se torna cada vez mais intenso, até o momento em que o ar não mais consegue conter o fluxo de cargas. Dessa forma, surge um caminho condutivo de plasma pelo qual as cargas elétricas podem circular livremente formando, assim, a descarga elétrica denominada raio.

#### Descarga negativa nuvem-solo
A descarga tem início quando ocorre a primeira quebra da rigidez dielétrica do ar, a partir da região ocupada por cargas negativas no interior da nuvem, através da qual surge um caminho pelo qual as cargas fluem livremente. O canal precursor da descarga segue em direção à pequena concentração de cargas positivas na base da nuvem. Com isso, uma grande quantidade de elétrons desloca-se para a parte inferior da mesma, enquanto o canal continua a se estender para baixo, agora rumo ao solo. Este canal precursor da descarga avança em etapas, cada uma com cinquenta metros de comprimento a cada cinquenta microssegundos. Este canal precursor geralmente ramifica-se e possui luminosidade extremamente baixa, sendo que uma mínima quantidade de luz é emitida somente a cada salto de descarga. Em média uma carga de cinco coulombs de cargas negativas acumula-se no canal ionizado de forma uniforme, sendo que a corrente elétrica é da ordem de cem ampères.

Raio gravado durante um período de 1/50 s (note que quando o contato é feito, a luminosidade surge de baixo para cima.).

Os elétrons induzem o acúmulo de cargas opostas na região imediatamente abaixo da nuvem. A partir do momento em que estes executam sua trajetória em direção ao solo, as cargas positivas tendem a ser atraídas e se aglomeram na pontas de objetos ligados à terra. Então, a partir dessas pontas o ar é ionizado, surgindo canais precursores ascendentes similares, indo de encontro ao canal precursor descendente.
Quando o contato é feito, os elétrons movem-se violentamente em direção ao solo, produzindo intensa luminosidade a partir do ponto de conexão. Conforme os elétrons do canal principal e das ramificações passam a ganhar velocidade e seguir rumo ao solo, todo o caminho ionizado se ilumina. Toda a carga negativa, inclusive proveniente da nuvem, dissipa-se no solo num fluxo que dura alguns microssegundos. Neste intervalo, contudo, a temperatura no interior do canal chega a mais de trinta mil graus Celsius.
Usualmente ocorrem em média três ou quatro eventos de descarga em um mesmo raio, denominadas descarga de retorno subsequentes, separadas entre si por um intervalo de aproximadamente cinquenta milissegundos. No caso em que mais cargas negativas estão disponíveis na nuvem, surge uma nova descarga subsequente, denominada "líder contínuo" , que desloca-se mais rapidamente que o canal precursor inicial, pois segue o caminho ionizado já aberto, chegando ao solo em poucos milissegundos. Entretanto, geralmente a quantidade de elétrons depositada nas descargas de retorno posteriores é menor que na primeira. Enquanto a corrente da descarga inicial é de tipicamente 30 quiloampères (kA), as descargas subsequentes possuem corrente entre 10 e 15kA. Como segue o trajeto do canal principal, as descargas de retorno dificilmente apresentam-se ramificadas. Em média trinta coulombs são transferidos da nuvem para o solo. É possível observar que um raio pisca durante a ocorrência, o que atribui-se às várias descargas de retorno. Tipicamente a duração média de todo este processo é de 0,2 segundo.

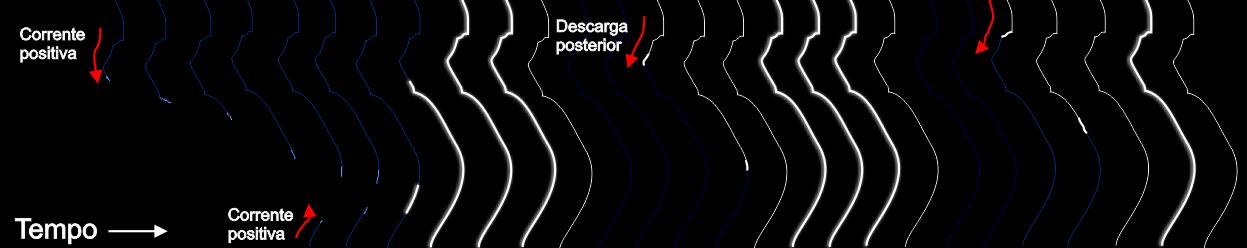
Representação simplificada das etapas de um raio negativo nuvem-solo, desde o canal precursor da descarga, passando pela descarga inicial e as descargas subsequentes, separadas por intervalos de alguns microssegundos.

#### Descarga positiva nuvem-solo
Nem sempre os raios se originam a partir das zonas negativamente carregadas de uma nuvem. Em certos casos, descargas elétricas surgem do topo de grandes cúmulo-nimbos, cuja forma superior se estende horizontalmente. Apesar de sua ocorrência ser relativamente rara, raios positivos possuem características peculiares. Inicialmente, o canal precursor mostra-se uniforme, diferentemente do que ocorre em uma descarga negativa. Ao se estabelecer o contato, somente uma única descarga de retorno ocorre, cujo pico de corrente chega a mais de 200 quiloampères, muito maior do que a média dos raios negativos, enquanto esta corrente mantém-se constante durante alguns milissegundos. Este tipo de descarga oferece potencial de destruição muito mais acentuado que as descargas negativas usuais, especialmente para prédios industriais, em função da grande carga conduzida.

#### Descarga intra-nuvem

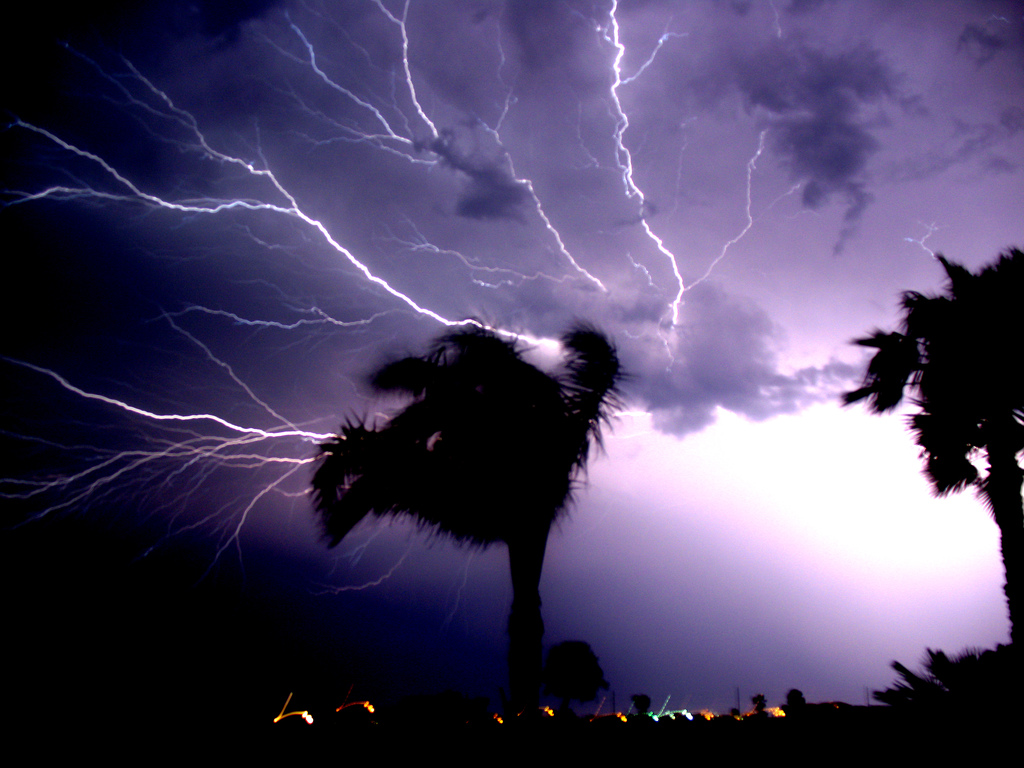
Descarga intranuvem, como esta fotografada em Ilha Padre, nos Estados Unidos, são a forma mais comum de ocorrência de raios.

A maior parte das descargas elétricas ocorre tipicamente no interior das nuvens. Um canal precursor da descarga surge no núcleo negativo da parte inferior da nuvem e segue para cima, onde comumente concentram-se as cargas positivas. Com duração típica de 0,2 segundo, estas descargas apresentam um brilho quase contínuo, marcado por pulsos possivelmente atribuídos às descargas de retorno que ocorrem entre os bolsões de carga. A carga total transferida numa descarga intranuvem é da mesma ordem que a dos raios nuvem-solo.
A descarga começa com o movimento de cargas negativas que formam um canal precursor em direção vertical, que se desenvolve durante 10 a 20 milissegundos e atinge alguns quilômetros de comprimento. Ao chegar à parte superior da nuvem, este canal divide-se em ramos horizontais, ocorrendo, a partir de então, a transferência de elétrons da base da nuvem. Ao redor do início do canal da descarga, cargas negativas movem-se em sua direção, estendendo as ramificações na base da nuvem e aumentando o tempo de duração da descarga. Entretanto, o raio chega ao fim quando a ligação principal entre as partes inferior e superior da nuvem é quebrada.

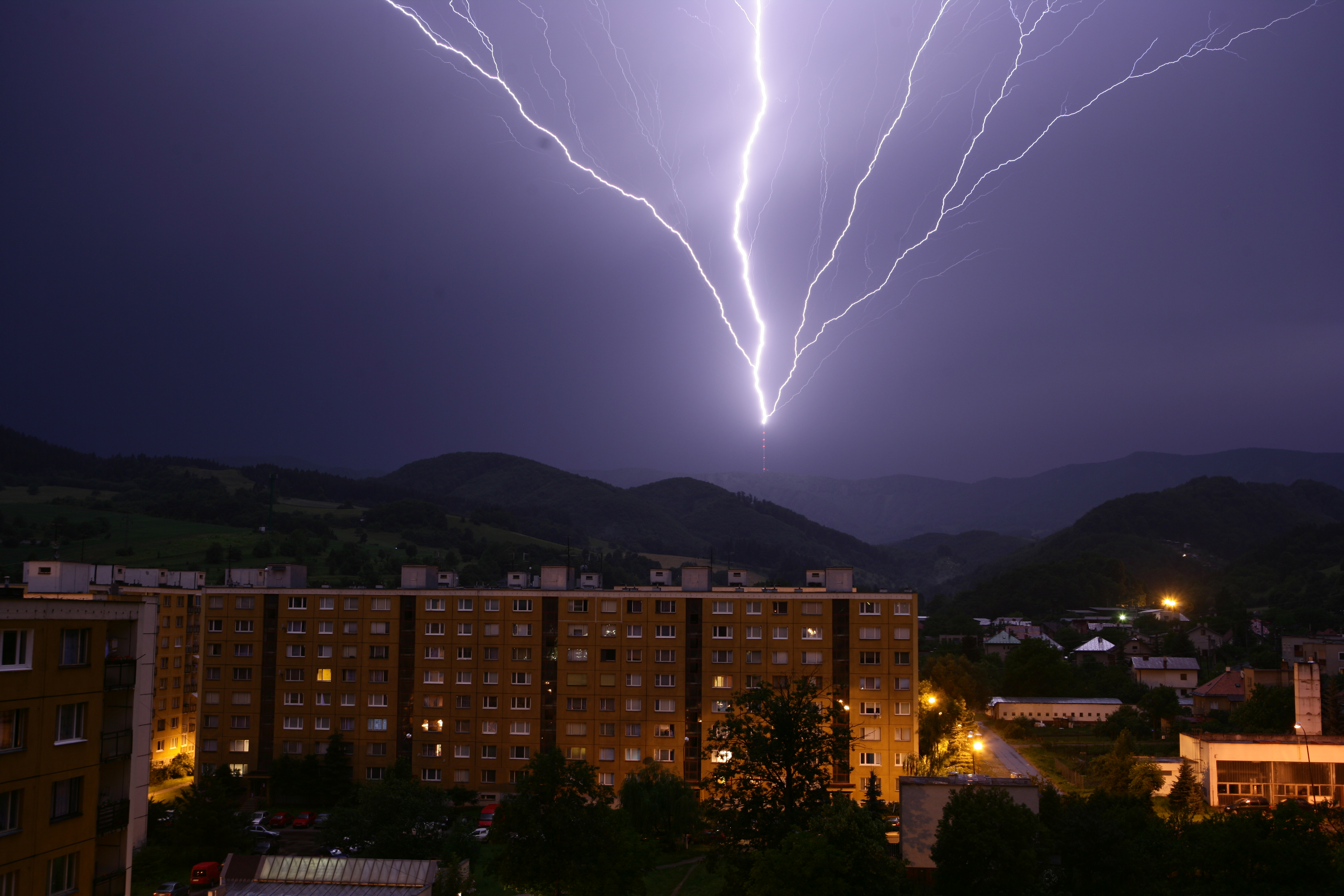
Descarga solo-nuvem em uma torre próximo a Banská Bystrica, Eslováquia.

#### Descarga solo-nuvem
Observa-se que, a partir de estruturas altas e topos de montanhas, surgem canais precursores da descarga que seguem em direção vertical até a nuvem. A partir de então, ocorre o fluxo de cargas negativas em direção ao solo ou, menos frequentemente, o fluxo de elétrons em direção à nuvem. Tipicamente, o canal precursor surge de um único ponto, a partir do qual ramifica-se em direção vertical rumo à nuvem. Sua ocorrência está ligada principalmente à existência de estruturas metálicas, como edifícios e torres de comunicação, cuja altura chega a mais de cem metros e cujas pontas são capazes de potencializar o campo elétrico induzido e assim dar início a uma descarga precursora. Ao ser estabelecida a conexão, ocorrem descargas de retorno de forma semelhante às descargas negativas nuvem-solo.

## Peculiaridades

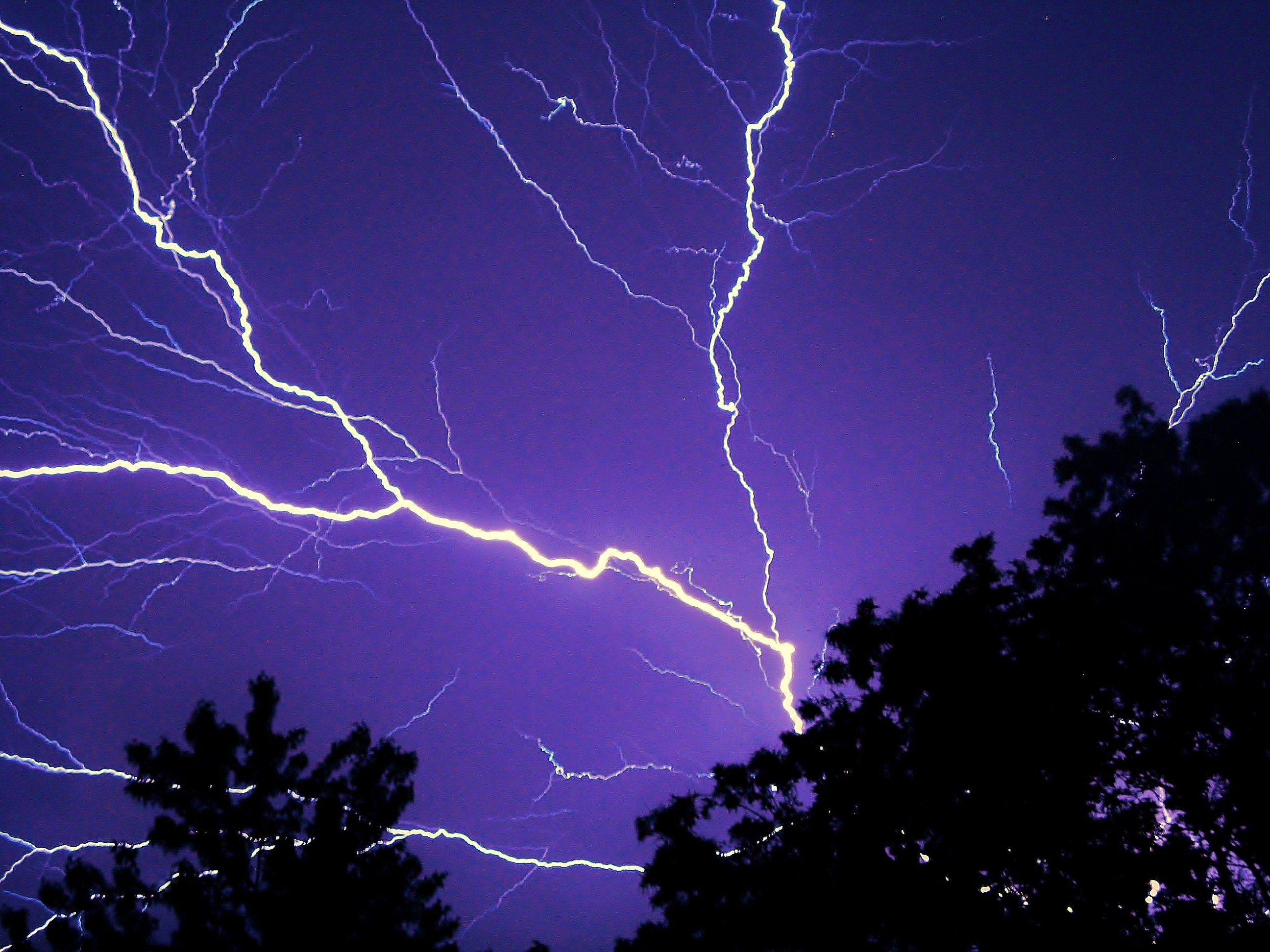
Descargas que se manifestam horizontalmente costumam apresentar-se bastante ramificadas.

Os raios manifestam-se sob uma diversidade de formas, de acordo com sua trajetória. Os mais comuns são os que ocorrem dentro da própria nuvem e os que conectam-se entre a nuvem e o solo, além dos raios entre duas nuvens. Usualmente surgem de forma intensa e brilhante, por vezes produzindo o efeito estroboscópico. Ao ser observado a distância, sua luminosidade propaga-se por toda a nuvem e através do céu, embora não possam ser ouvidos trovões. A luminosidade de um raio pode ser percebida a várias dezenas de quilômetro de distância. Este tipo é denominado relâmpago de calor, já que associa-se tipicamente às tempestades de verão situadas ao longe, próximas ao horizonte. Quando ocorre dentro das nuvens, um relâmpago é capaz de iluminá-las por completo, criando uma aparente luminosidade que se espalha por todo o céu.
Eventualmente descargas intranuvem manifestam-se sob a forma de canais extremamente ramificados que se espalham horizontalmente nas regiões mais altas da nuvem cúmulo-nimbos, estendendo-se por grande parte da mesma. Raios que se distribuem horizontalmente geralmente aparentam se mover mais lentamente que a média. Em descargas entre a nuvem e o solo, é possível a ocorrência de descargas cuja forma lembra a de uma fita. Isto é provocado por fortes ventos que são capazes de mover o canal ionizado e então, a cada descarga, parece mover-se lateralmente, formando segmentos paralelos entre si.

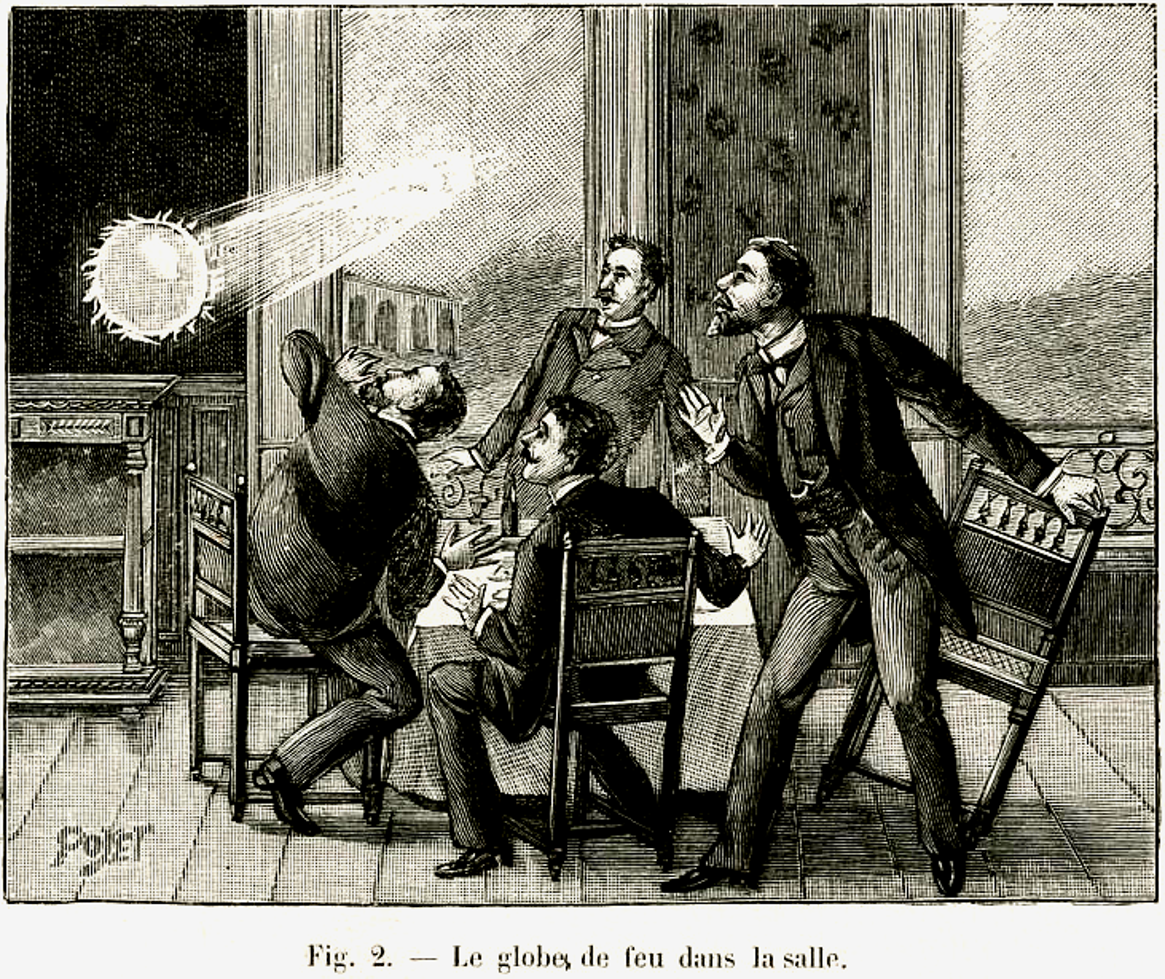
Descrição de um raio globular cruzando uma sala.

Raios positivos, pelo fato de iniciarem na parte mais alta de um cúmulo-nimbo, podem estender-se para além da região da tempestade, em uma região com o tempo estável a quilômetros de distância. A descarga guia deste tipo de raio pode viajar horizontalmente por alguns quilômetros até subitamente seguir em direção ao solo.
Descargas de todos os tipos deixam um canal de ar ionizado extremamente quente por onde passam. Ao encerrar o fluxo de cargas elétricas, o canal remanescente resfria-se rapidamente e quebra-se em várias partes menores, criando uma sequência de pontos luminosos que logo desaparece. A razão para a formação de segmentos provém do fato de que o canal possui espessura diferente ao longo de si, sendo que partes mais espessa levam mais tempo para resfriar-se. Este fenômeno é extremamente difícil de ser visto, já que todo este processo leva somente uma pequena fração de segundo.
Um dos fenômenos menos conhecidos são os raios globulares. Possui um diâmetro médio entre vinte e cinquenta centímetros, surge associada às tempestades, tem um brilho não tão intenso e movimenta-se tipicamente na horizontal em sentido aleatório e possui duração de alguns segundos. Ainda há muitas duvidas de sua existência, que ainda não foi comprovada, embora existam muitos relatos históricos de testemunhas do fenômeno que teria acontecido inclusive dentro de prédios.

## Fenômenos relacionados

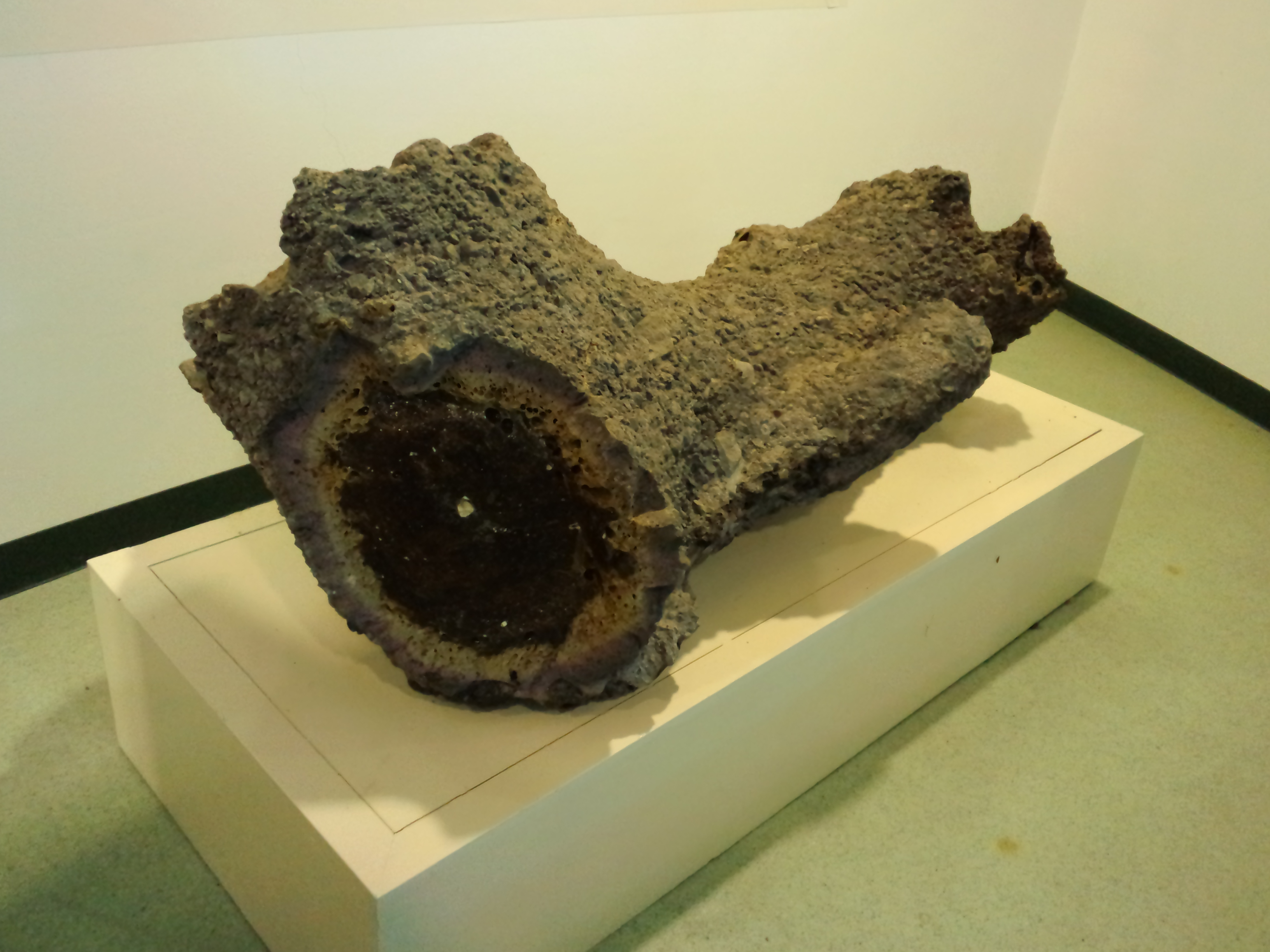
Amostra de fulgurito, também conhecido como "raio fossilizado".

A descarga produz radiação eletromagnética com várias frequências, inclusive luz visível, ondas de rádio e radiação de alta energia, que caracterizam os relâmpagos. O aumento da temperatura no canal do raio, por outro lado, origina ondas sonoras que formam o trovão. A variação do campo elétrico da descarga origina ainda outros tipos de fenômenos transientes na alta atmosfera. Tipicamente, os raios ocorrem em maior número durante as trovoadas, um tipo de tempestade com grande ocorrência de descargas elétricas. Quando a descarga cai diretamente sobre um solo arenoso, a imensa temperatura provoca o derretimento de suas partículas que, cessada a corrente, fundem-se e formam o fulgurito, cujo formato adquirido corresponde ao trajeto da descarga no solo.

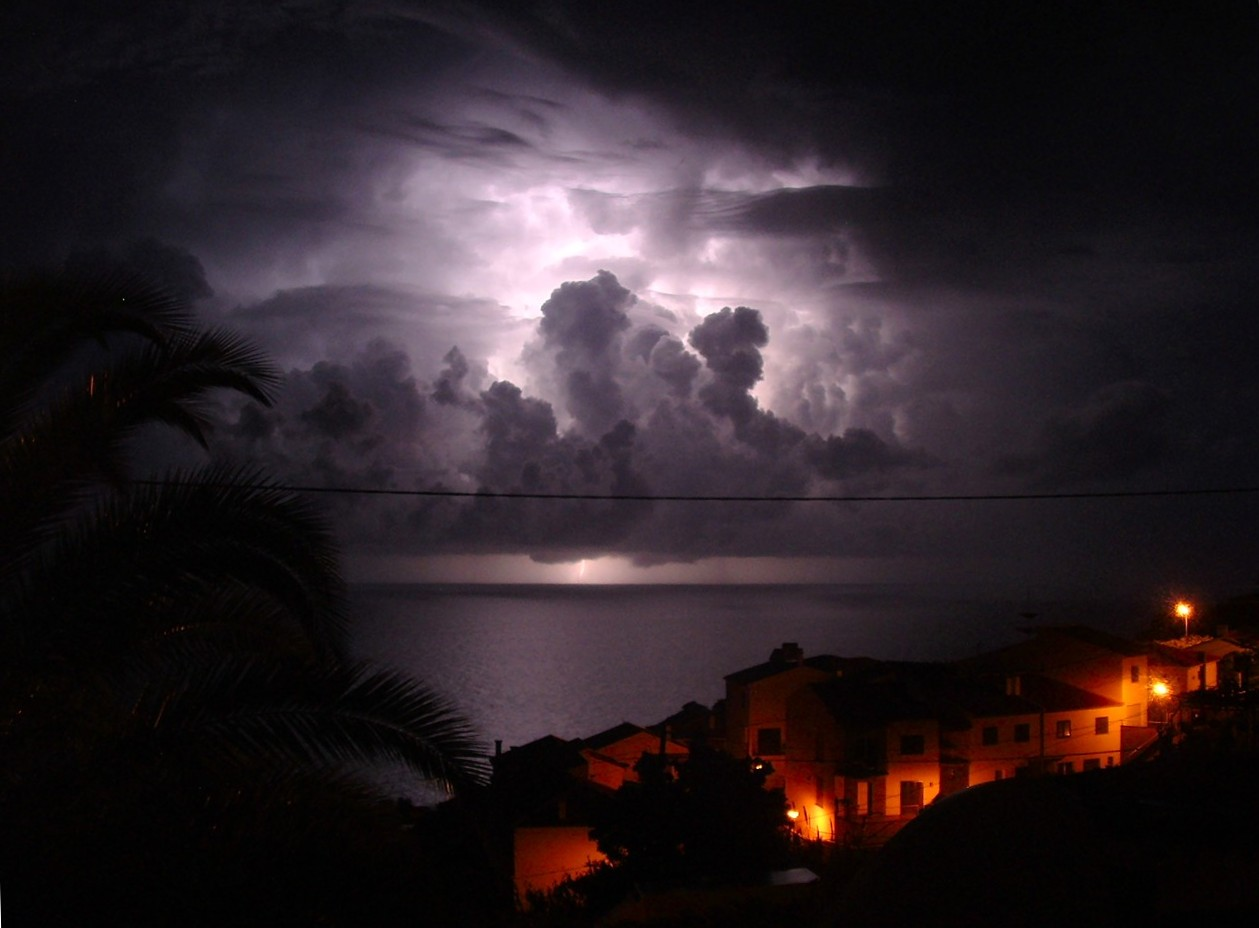
Trovoada na Ilha da Madeira.

Por conservarem a geometria da trajetória percorrida pelo raio que fundiu os silicatos da rocha, popularmente essas amostras petrificadas que testemunham a ocorrência passada de uma descarga elétrica atmosférica são conhecidas como "raios fossilizados". 

### Trovão
As ondas sonoras provocadas por uma descarga atmosférica caracterizam o trovão. Surgem a partir da rápida expansão de ar devido ao aquecimento no canal de descarga. A frequência estende-se na faixa de poucos hertz a alguns quilohertz. O intervalo de tempo entre a observação do relâmpago e a percepção do trovão são diferenciadas pelo fato de que a luz viaja muito mais rápido que o som, que possui velocidade de 340 metros por segundo.
Quando o raio ocorre a menos de cem metros de um ouvinte, o trovão apresenta-se como uma súbita onda sonora de grande intensidade que dura menos de dois segundos, seguida por um forte estrondo que dura por vários segundos até se dissipar. A duração do trovão depende do formato do raio, sendo que as ondas sonoras propagam-se em todas as direções a partir de todo o canal, resultando na grande diferença entre a parte mais próxima e a mais distante do ouvinte. Pelo fato de que a atmosfera atenua as ondas sonoras, os trovões associados a descargas que ocorrem a grandes distâncias se tornam inaudíveis ao percorrer alguns quilômetros e, assim, perderem energia. Além disso, o fato de tempestades ocorrerem em zonas de instabilidade atmosférica favorece a dissipação da energia sonora.

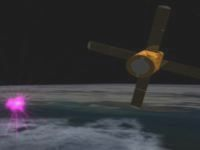
Concepção artística de uma emissão de raios gama.

### Radiação de alta energia
Os raios produzem radiação nas mais variadas faixas do espectro eletromagnético, desde frequências ultrabaixas, passando pela luz visível até raios X e gama. As últimas são de alta energia, e surgem a partir da aceleração dos elétrons no intenso campo elétrico do momento da descarga. Os dois tipos de radiação sofrem atenuação pela atmosfera, sendo que os raios X ficam restritos próximo ao raio, enquanto que raios gama, apesar de ter sua intensidade drasticamente reduzida conforme a distância, podem ser detectados tanto do solo quanto de satélites artificiais. Comumente associa-se às tempestades a ocorrência de relâmpago de raios gama terrestre, emissões de alta intensidade na alta atmosfera terrestre. Satélites, como o AGILE, monitoram a ocorrência deste fenômeno, cerca de dezenas de vezes todo o ano.
Modelos sugerem que um tipo de descarga exótico pode ser produzido no interior das tempestades, na qual ocorre a interação entre elétrons de alta energia e sua antimatéria correspondente, os pósitrons. Este processo leva a produção de mais partículas energizadas que, por fim, acabam por produzir surtos de raios gama. Estas descargas são extremamente rápidas, mais que os próprios raios comuns e, apesar da grande quantidade de energia envolvida, emitem pouca luz. Existe a possibilidade de que aviões que cruzam próximo a tempestades recebam doses de radiação significativas, embora resultados conclusivos ainda não tenham sido obtidos.

### Ressonância de Schumann
Entre a superfície da Terra e a ionosfera, a algumas dezenas de quilômetros de altura, forma-se uma cavidade dentro da qual radiação eletromagnética de frequência extremamente baixa (da ordem de poucos hertz) ficam presas. Como consequência, circulam todo o globo por várias vezes até se dissiparem. Os raios produzem radiação nesta faixa de frequências, por isso são as principais fontes para a manutenção deste fenômeno denominado ressonância Schumann. A sobreposição da radiação emitida a todo o momento e as posteriores ressonâncias produzem picos de radiação que são determinados. O monitoramento da ressonância Schumann é um importante método para acompanhar a atividade elétrica do planeta ligada á tempestades e, assim, pode ser utilizada em análises climáticas globais.

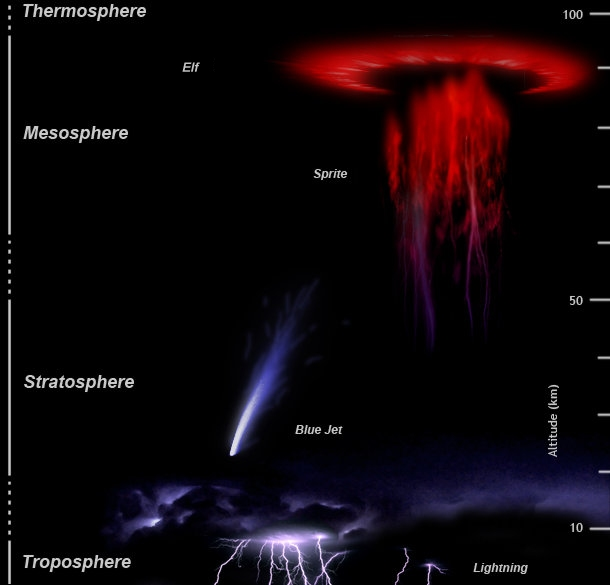
Descrição dos eventos luminosos transientes.

### Eventos luminosos transientes
Na alta atmosfera terrestre, acima das nuvens de tempestades, ocorrem emissões com características diversas, denominadas coletivamente como eventos luminosos transientes. Embora se estendam por dezenas de quilômetros na estratosfera e mesosfera, é praticamente impossível observá-los a olho nu devido, sobretudo, a sua baixa luminosidade. Contudo, câmeras instaladas em aviões, satélites ou mesmo em terra, mas apontadas para tempestades próximas ao horizonte, são capazes de comprovar a existência deste fenômeno. Atribui-se a origem estes fenômenos à excitação dos elétricos pela variação do campo elétrico, sobretudo quando ocorre uma descarga nuvem-solo.

Dentre os mais notáveis fenômenos transientes, destacam-se os sprites, que surgem imediatamente acima de um grande raio ocorrido em uma tempestade, tipicamente apresentando cores avermelhadas e formas cilíndricas que lembram tentáculos. Os jatos azuis, por sua vez, surgem no topo das grandes nuvens de tempestade e propagam-se em direção vertical até cerca de cinquenta quilômetros de altura. Ambos possuem duração máxima de alguns milissegundos. Por fim, os elves (acrônimo inglês que significa emissão de luz e radiação eletromagnética de baixa frequência devido a fontes de pulsos eletromagnéticos) possuem formato de disco e duram poucos milissegundos. Sua origem possivelmente provém da propagação de um pulso eletromagnético gerado no momento de grades descargas na nuvem abaixo.

## Pesquisa e monitoramento

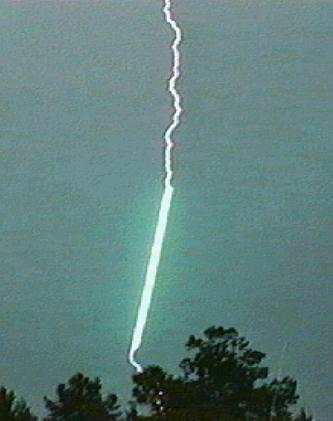
Raio artificial.

A técnica mais antiga para se analisar os raios, utilizada desde 1870, é a espectroscopia, que consiste na decomposição da luz em diferentes frequências. Graças a esse método, descobriu-se a temperatura no interior da descarga, bem como a densidade de elétrons do canal ionizado. Existem ainda os sistemas de dispositivos utilizados a partir de 1920 que possuem como princípio a detecção da radiação eletromagnética proveniente do raio que permitem determinar, além da localização, a sua intensidade e forma. Em locais onde é grande a incidência de raios, especialmente em torres e topos de montanhas, instala-se aparelhos capazes de medir diretamente a corrente elétrica incidente.
A utilização de câmeras fotográficas voltada para pesquisas permitiu a análise sistemática das etapas transcorridas durante uma descarga elétrica. Dada os curtíssimos intervalos de tempo no qual ocorre um raio, câmeras de alta velocidade foram fundamentais para detectar os intervalos de tempo em que as cargas rompem a rigidez dielétrica do ar e transferem as cargas elétricas entre duas regiões, principalmente após compararem-se as imagens com a variação do campo eletromagnético. Em estruturas altas, como edifícios e torres de comunicação, são instalados sensores que permitem avaliar diretamente a quantidade de cargas que a atravessa durante uma tempestade. Para o monitoramento de descargas em uma grande área, foram criadas redes de sensores estrategicamente instalados de forma a detectar precisamente a localização das ondas eletromagnéticas que emanam das descargas. Entretanto, a partir do envio de satélites capazes de contabilizar todas as descargas em uma escala global foi possível obter a real dimensão da atividade elétrica do planeta.
Dispositivos enviados para o interior de nuvens fornecem dados importantes no que se refere à distribuição de cargas de uma nuvem. Balões, pequenos foguetes e aviões devidamente equipados são deliberadamente envidados para dentro das tempestades, sendo atingidos dezenas de vezes por descargas. É possível obter raios artificiais por meio de pequenos foguetes que, ao subirem, carregam consigo um fino fio metálico conectado. Conforme o dispositivo sobe, esse fio vai se desenrolando, até que, sob condições adequadas, acontece uma descarga elétrica que passa pelo fio e atinge o solo. O fio é vaporizado instantaneamente, mas o caminho percorrido pela corrente elétrica geralmente é retilíneo graças ao caminho de átomos ionizados deixado pelo fio. Cientistas também já conseguiram criar relâmpagos iniciados por meio de raios laser, que criam filamentos de plasma por curtos instantes, que permitem que as cargas elétricas fluam, dando origem a uma descarga elétrica.

## Distribuição

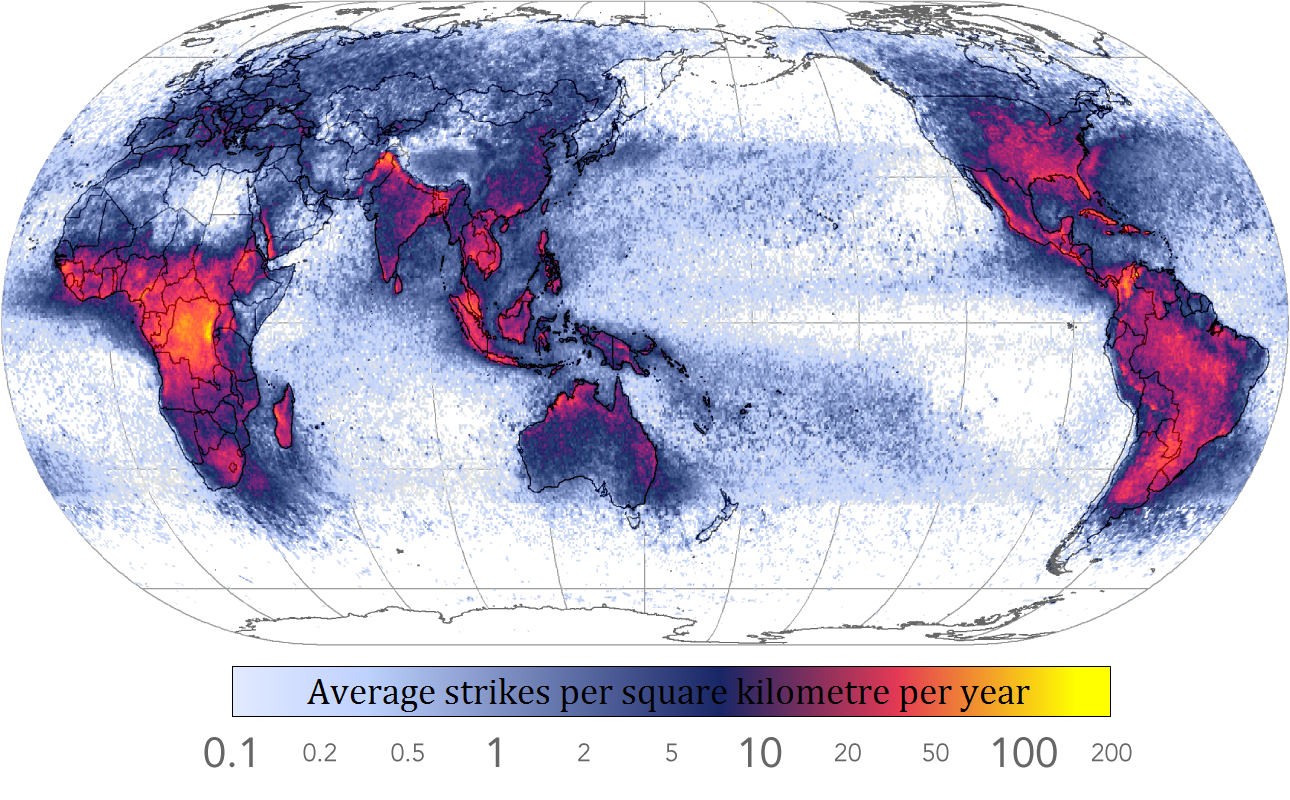
Ocorrência de raios no mundo. Note sua concentração sobre os continentes.

Por meio de observações de satélite é possível estimar a quantidade de raios que ocorrem em todo o mundo. Em média, entre cinquenta e cem raios acontecem a cada segundo em todo o planeta, o que resulta entre um e três bilhões de raios por ano, sendo que mais de noventa por cento deles distribuem-se sobre terras emersas. Os dados obtidos por meio de instrumentos comprovam que a maior parte dos raios acontece em regiões tropicais e subtropicais, principalmente na África Central, no sul e sudeste da Ásia, no centro da América do Sul e no sul dos Estados Unidos. A Bacia do Congo possui uma elevada quantidade de raios com vários locais, especialmente em Ruanda, em que a densidade de descargas ultrapassa oitenta ocorrências por quilômetro quadrado por ano. Estruturas altas tendem a receber mais descargas. Como exemplo, o Empire State Building, em Nova Iorque, é atingido cerca de vinte vezes por ano, mais da metade sendo descargas solo-nuvem. O monumento do Cristo Redentor, na cidade do Rio de Janeiro, recebe em média seis descargas todo o ano. Nas regiões polares norte e sul, por outro lado, descargas elétricas são praticamente inexistentes.

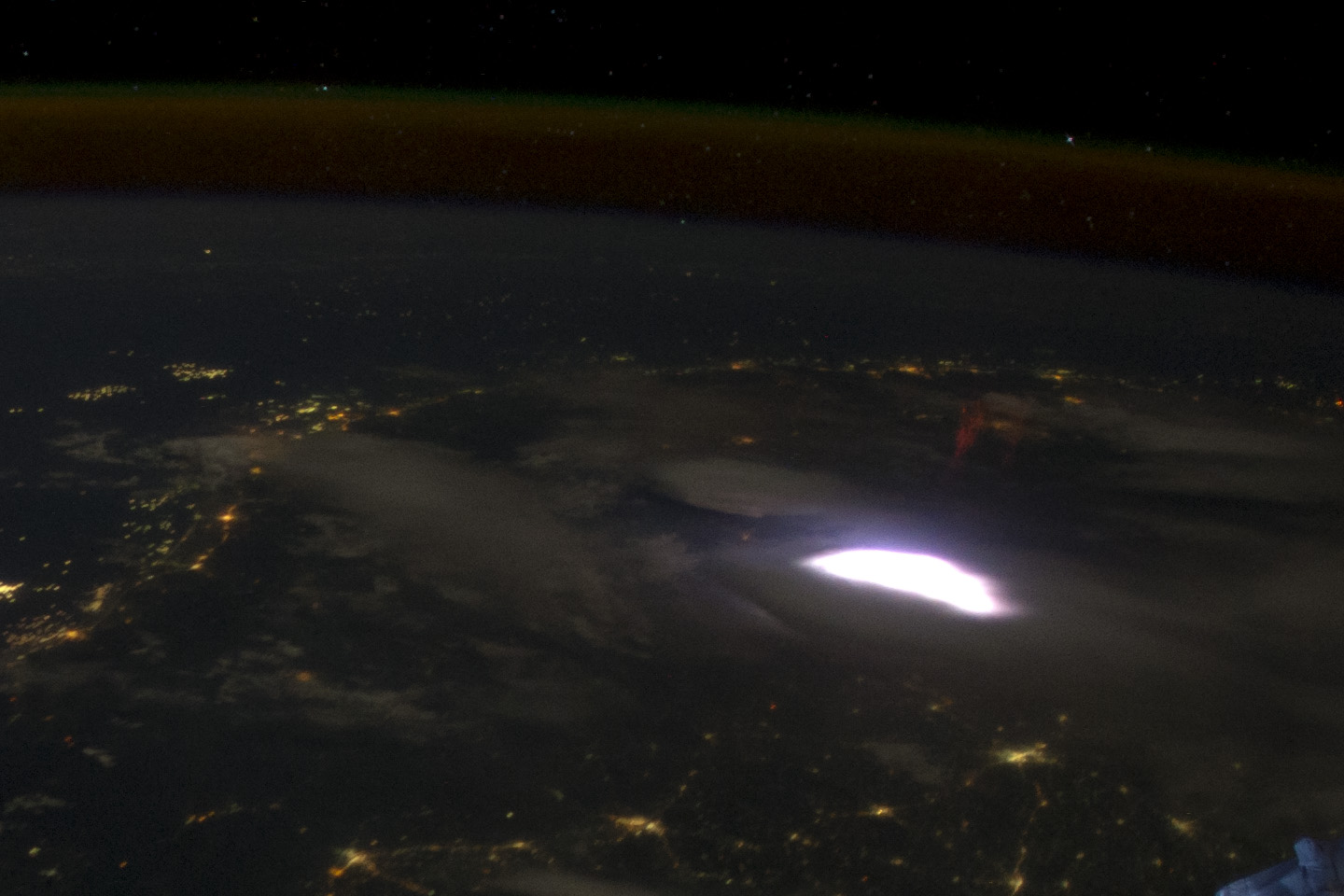
Relâmpago em uma nuvem sobre o Mianmar visto da Estação Espacial Internacional. Note a ocorrência do sprite (vermelho) imediatamente acima da nuvem de tempestade.

A ocorrência de raios está diretamente ligada a sistemas convectivos que, no auge de sua atividade, pode apresentar mais de um raio por segundo. Tempestades que apresentam complexos convectivos em mesoescala, como ciclones tropicais e furacões, atingem níveis extremos de descargas elétricas, cujo pico atinge mais de um raio nuvem-solo por segundo. A formação de supercélulas também apresenta uma forte relação com a ocorrência de raios positivos, com mais de trinta ocorrências por hora. Ainda não está clara a relação entre a taxa de descargas em uma supercélula e a formação de tornados. Nota-se, ainda, que a ocorrência de raios nuvem-solo em certos eventos ocorre imediatamente abaixo de onde a nuvem apresenta sua altitude máxima, embora esta relação ainda não tenha sido confirmada para todos os tipos de tempestade, especialmente aquelas sobre o oceano. As tempestades como um todo podem apresentar uma distribuição de cargas bipolar, na qual elétrons aglomeram-se em uma porção da nuvem e cargas positivas juntam-se na extremidade oposta. Embora os raios estejam sempre associados aos grande sistemas de tempestades, e estas produzam chuva, não se conhece a relação direta entre os dois fenômenos. Nota-se que nas regiões tropicais a atividade elétrica concentra-se sobretudo nos meses de verão.
Acredita-se que o aquecimento global provocará o aumento da incidência de raios por todo o mundo. Contudo, as previsões diferem entre cinco e quarenta por cento da incidência atual para cada grau Celsius de aumento médio da temperatura atmosférica.
O Brasil é o país onde ocorre a maior quantidade de raios em todo o mundo, devido à sua grande extensão territorial e ao fato de que a maior parte de seu território situa-se na zona tropical, o que significa mais tempestades e consequentemente mais raios. A região amazônica é a área onde as descargas elétricas ocorrem com maior frequência. Dos 50 milhões de raios que caem em média no país, 11 milhões acontecem só no estado do Amazonas. Na região sudeste, a quantidade de raios tende a aumentar, segundo pesquisadores do Instituto Nacional de Pesquisas Espaciais. Os dois principais fatores contribuintes para esse aumento são o crescimento urbano, que favorecem o surgimento de tempestades, e o aumento da temperatura causado pelo aquecimento global.

## Segurança
Frequentemente raios caem sobre o solo, portanto, obras de infraestrutura desprotegidas estão sujeitas aos danos advindos das descargas elétricas. A extensão dos danos causados depende grandemente das características do próprio local da descarga, especialmente sua condutividade elétrica, além da intensidade da corrente e da duração do raio. Ondas acústicas costumam ocasionar danos relativamente pequenos, como a quebra de vidraças. Ao atingir um objeto, a corrente elétrica aumentará enormemente sua temperatura, de forma que materiais combustíveis oferecem riscos. Linhas de transmissão de energia são elementos vulneráveis, existindo inúmeros casos de apagões, dentre os mais notáveis o apagão em Nova Iorque de 1977 e os apagões de 1999 e de 2009 no Brasil e Paraguai.

### Proteção
A rede de transmissão de energia elétrica é um dos componentes mais vulneráveis à ocorrência de raios. A queda de uma descarga na linha de transmissão transmite picos de alta voltagem por longas distâncias, danificando severamente aparelhos elétricos e criando riscos aos usuários. No entanto, a maior parte dos danos a equipamentos surge a partir dos efeitos da indução eletromagnética, em que a descarga, ao passar por um condutor próximo a um fio de transmissão, induz o surgimento de correntes e voltagens de pico. Indução eletrostática oriunda do fluxo de cargas no momento do contato do raio originam faíscas e picos de voltagem que podem ser perigosos dependendo das circunstâncias. Cabos no subsolo também estão sujeitos ao surgimento de correntes indesejadas. Equipamentos de proteção buscam dissipar a corrente elétrica para a terra de forma eficiente. O para-raios é um dos equipamentos mais utilizados, formado por uma haste metálica ligada à terra que busca atrair os raios e conduzi-los de forma segura.
Em caso de tempestades, a melhor forma de proteção pessoal é procurar um abrigo seguro. O mais recomendado são casas e prédios fechados, especialmente aqueles equipados com sistemas de proteção contra descargas elétricas. Veículos metálicos, como carros e ônibus, oferecem razoável proteção, mas devem estar com os vidros fechados e o contato com os componentes metálicos deve ser evitado. Deve-se evitar a proximidade com árvores isoladas, torres metálicas, postes e cercas metálicas. É fortemente recomendado, sob situações de risco, não permanecer em campos abertos, piscinas, lagos e oceano. Dentro de edificações, deve ser evitado o uso de qualquer equipamento cuja superfície condutiva se estenda para áreas externas, como equipamentos elétricos e encanamentos de água.

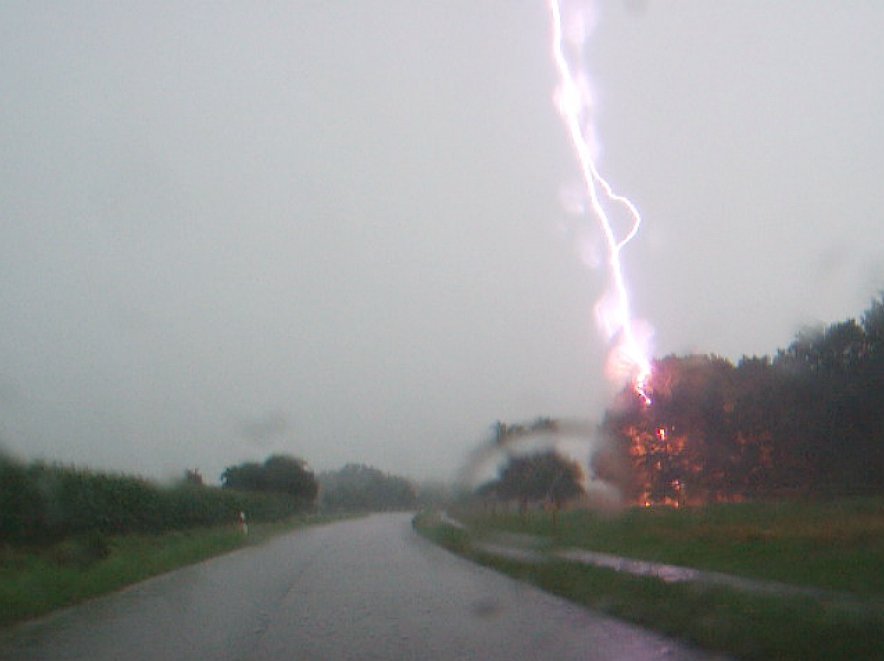
Raio atingido uma árvore.

### Fatalidades
Não há dados confiáveis em relação à quantidade de fatalidades que ocorrem em todo o mundo, uma vez que muitos países não contabilizam este tipo de acidente. Contudo, a zona de risco encontra-se entre os trópicos, onde vivem cerca de quatro bilhões de pessoas. No Brasil morreram 81 pessoas atingidas por descargas elétricas em 2011, sendo que um quarto delas estavam na região Norte. Segundo os pesquisadores do INPE, o número de mortes está diretamente relacionado com falta de informação. Na Região Sudeste, por exemplo, o número de mortes tem diminuído, mesmo com o aumento da incidência de raios. No país, a maioria das pessoas atingidas estavam no campo realizando atividades agropecuárias e utilizando objetos metálicos, como enxadas e facões. A segunda causa principal foi a permanência próximo de veículos e a utilização de moto ou bicicleta durante uma tempestade.
Existe uma variedade de formas através da quais os raios provocam ferimentos em pessoas, como a descarga direta, a ocorrência de descargas guia através do corpo, a corrente provocada por uma descarga próxima, o contato com um objeto condutor atingido pelo raio ou mesmo ferimentos provocados pela explosão ou incêndios iniciados pela descarga. Sintomas brandos de pessoas atingidas pela corrente elétrica incluem confusão mental, surdez e cegueira temporárias e dores musculares, mas as recuperação geralmente é completa. Em casos moderados, ocorrem ainda desordem metal, deficiências motoras, queimaduras de primeiro e segundo grau. A recuperação é possível, mas há sequelas como confusão cerebral, dificuldades psicomotoras e dores crônicas. Por fim, os danos severos das descargas elétricas levam a paradas cardiorrespiratórias, danos cerebrais, queimaduras graves e surdez permanente, dentre outros. O paciente apresenta, na maioria das vezes, sequelas irreversíveis que afetam principalmente o sistema nervoso. Em média uma em cada cinco pessoas morre devido à descarga elétrica.

## Prejuízos
No Brasil, a incidência de raios em fazendas gera prejuízo a criadores de gado. Uma pesquisa do Instituto Nacional de Pesquisas Espaciais (INPE) mostrou que em dez anos, 2.973 animais foram mortos no campo por raios. O estado com maior perda foi Mato Grosso, com 437 animais mortos. O INPE acredita que o número pode ser maior, devido a subnotificação em áreas mais remotas. Estima-se que o prejuízo no período foi de 15 milhões de reais.

## Recordes
Em 25 de junho de 2020, a Organização Meteorológica Mundial anunciou o registro de dois recordes de raios: o mais extenso em distância percorrida, e o mais longo em segundos, chamados de megaflashes. O recorde de raio mais extenso, no estado do Rio Grande do Sul, no sul do Brasil, percorreu 709 km numa linha horizontal, cortando o norte do estado, em 31 de outubro de 2018, tendo mais que o dobro do recorde anterior, registrado no estado de Oklahoma (Estados Unidos), com 321 km. O raio com mais longa duração registrado ocorreu na Argentina, durando 16,73 segundos, a partir de um flash que começou no norte do país, em 4 de março de 2019, também sendo mais que o dobro do recorde anterior, de 7,74 segundos, registrado em Provence-Alpes-Côte d'Azur, França, em 30 de agosto de 2012.
Novos recordes de extensão e tempo de duração de raios foram divulgados em fevereiro de 2022. Um raio que percorreu 768 km nos Estados Unidos bateu o recorde de maior do mundo para esse tipo de fenômeno, anunciou a Organização Meteorológica Mundial. O raio cruzou três estados do sul do país (Texas, Louisiana e Mississippi) em 29 de abril de 2020. A agência da ONU também validou o recorde de raio de maior duração, durante uma tempestade elétrica no Uruguai e na Argentina. O raio durou 17,102 segundos, ocorrido em 18 de junho de 2020, superando o recorde anterior, no norte da Argentina, em 4 de março de 2019.

## Outras origens

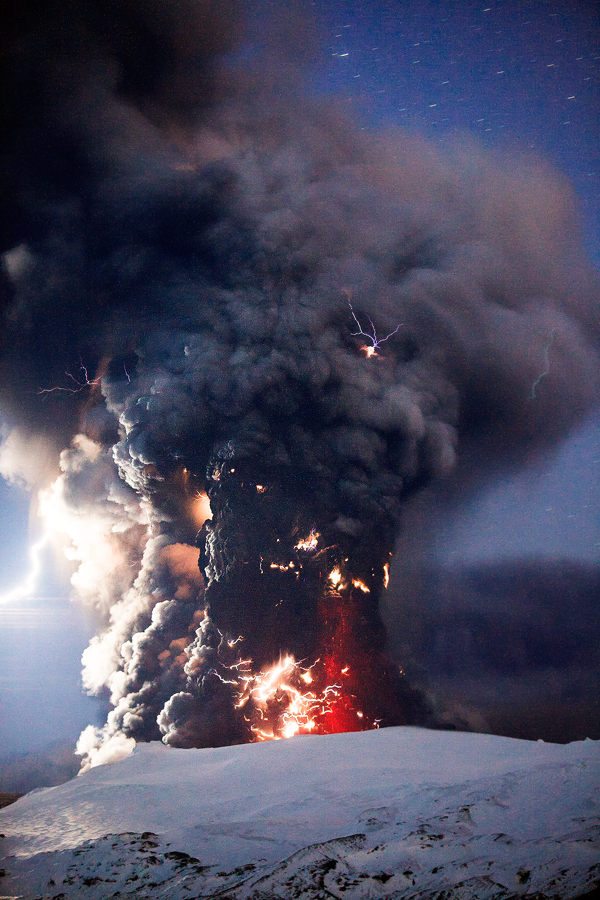
Raios vulcânicos durante as Erupções do Eyjafjallajökull em 2010, na Islândia.

Além das tempestades, as erupções vulcânicas são uma origem comum de raios. Durante a erupção, as partículas das cinzas vulcânicas colidem entre si, o que gera atrito e consequentemente o acúmulo de cargas elétricas. Observa-se que a maior atividade elétrica está diretamente associada ao tamanho da nuvem de cinzas. Entretanto, tais descargas elétricas ficam tipicamente confinadas dentro da nuvem, poucos deles atingindo regiões mais afastadas. Apesar disso, representam uma grande fonte de interferência para radiotransmissões e por vezes originam incêndios florestais na montanha. A intensidade das descargas associa-se diretamente à intensidade da erupção.
Em virtude de explosões termonucleares podem surgir descargas elétricas. Estas tipicamente apresentam-se transferindo elétrons do solo para a atmosfera formando canais ionizados com quilômetros de comprimento. Não se conhece a origem deste fenômeno, mas possivelmente está ligada a emissão radioativa da explosão. Há ainda relatos de raios originados a partir de nuvens provenientes de grandes incêndios.
Tempestades de areia são também fontes de descargas elétricas, cuja origem possivelmente provém da colisão entre as partículas de areia que, ao colidirem, acumulam cargas e geram raios.

## Raios extraterrestres
Descargas elétricas atmosféricas não são exclusividade da Terra. Em vários outros planetas do Sistema Solar já foram confirmadas a existência de raios com intensidades variadas. Nota-se a partir destas observações que a probabilidade de ocorrência de descargas elétricas está diretamente associada com a água na atmosfera, embora não seja a única causa.
Em Vênus, suspeitava-se da ocorrência de descargas por conta de sua espessa atmosfera, o que de fato foi confirmado a partir do envio da sonda Venus Express. Em Marte, já foram detectados sinais diretos da ocorrência de descargas elétricas, que são possivelmente causadas pelas grandes tempestades de areia que acontecem no planeta. De acordo com pesquisadores, a atividade elétrica marciana tem implicações importantes, pois isso altera a composição da atmosfera, habitabilidade e as preparações para a exploração humana.
Em Júpiter, diversas missões observaram a ocorrência de descargas elétricas, tanto na região equatorial quanto na região polar. As tempestades no planeta são causadas por convecção, semelhantes às da Terra. Os gases, incluindo vapor de água, sobem das profundezas do planeta e as pequenas partículas, quando congelam, entram em atrito umas com as outras, gerando assim uma carga eletrostática que é descarregada sob a forma de raios. Como as tempestades de Júpiter são muito maiores e mais intensas que as terrestres, os raios são muito mais poderosos, cuja intensidade chega a ser dez vezes maior do que qualquer raio já registrado no nosso planeta. Em Saturno, raios são bem menos frequentes. Entretanto, o surgimento de grandes sistemas de tempestades ocasiona o surgimento de descargas que superam em dez mil vezes a energia dos raios terrestres. Embora poucos tenham sido observados visualmente pela Sonda Cassini, as ondas de rádio revelam sua presença. Titã, por outro lado, apesar de possuir uma espessa e ativa atmosfera, não foram registradas descargas elétricas até o momento.